# Куша (герб)
Ку́ша (пол. Kusza — «Арбалет») — шляхетський герб русько-литовського походження.

## Опис
Є чотири версії цього герба:
- Куша I: у червоному полі срібний самостріл з натягнутою тятивою вниз чи вгору. Клейнод: три страусових пера.
- Куша II: у червоному полі, срібний самостріл вгору зі стрілою, а під ним три срібні паси.
- Куша III: у червоному полі срібний арбалет зі стрілою вниз, а іноді вгору.

## Гербовий рід
Сім'ї, які використовують основний варіант герба: Bystrycki, Bystrzycki, Korejwa or Koreywa, Leszczynowicz, Kosicki, Kuszcz, Kuszczyński, Maszkiewicz, Maślakiewicz, Oławski, and Otawski.
Сім'ями, що використовують Кушу II: Bajrasz, Czyczuda.

## Герб у міській та територіальній геральдиці
Дослідник київських печаток Кость Антипович датував найдавнішу печатку з гербом міста приблизно 1500 роком. На ній у заокругленому щиті зображено лук зі стрілою (чи двома стрілами), який натягують дві висунуті з хмари руки. Ймовірно, такий герб символізував порубіжне значення Києва, жителі якого постійно захищалися від нападів ворогів, переважно татар. Традиційно куша або лук фігурував у європейській геральдиці як символ диких і войовничих народів, або регіонів де ведеться війна.

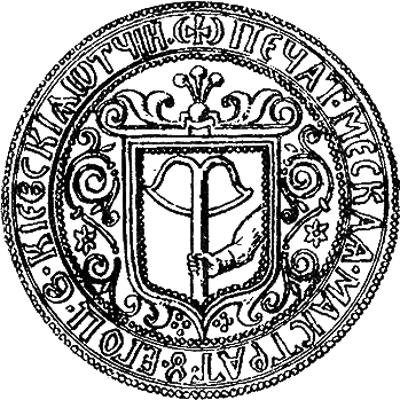
Печатка магістрату (1671–1700)
Герб Києва (середина XVII — кінець XVIII століття, сучасна реконструкція)
Герб Подільського району